# Sonic Excess in Its Purest Form
Sonic Excess in Its Purest Form è il settimo album in studio del gruppo musicale sludge metal Crowbar, pubblicato il 21 agosto 2000.

## Tracce
1. The Lasting Dose – 4:12
2. To Build a Mountain – 3:58
3. Thru the Ashes (I've Watched You Burn) – 4:43
4. Awakening – 3:36
5. Repulsive in Its Splendid Beauty – 3:58
6. Counting Daze – 3:54
7. In Times of Sorrow – 2:38
8. It Pours from Me – 5:05
9. Suffering Brings Wisdom – 5:27
10. Failure to Delay Gratification – 3:07
11. Empty Room – 4:52

## Formazione
- Kirk Windstein - voce e chitarra
- Sammy Pierre Duet - chitarra
- Jeff Okoneski - basso
- Tony Costanza - batteria